# Robert Finn (Diplomat)

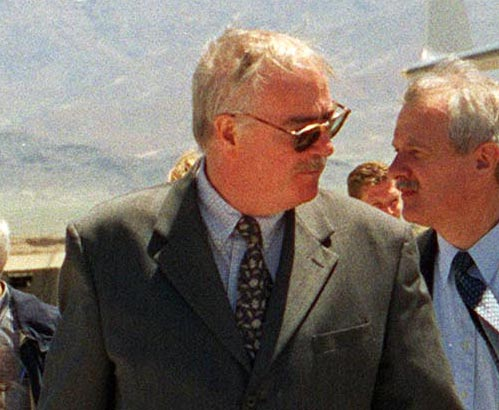
Robert Finn

Robert Patrick John Finn (* 19. Dezember 1945 in New York City) ist ein ehemaliger US-amerikanischer Diplomat, Turkologe und Hochschullehrer, der unter anderem von 1998 bis 2001 Botschafter der Vereinigten Staaten in Tadschikistan sowie zwischen 2002 und 2003 Botschafter in Afghanistan war. Er lehrte zudem als Professor für Turkologie an der Princeton University.

## Leben

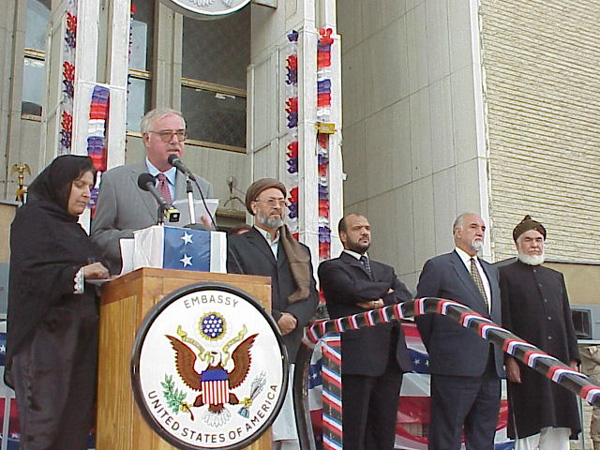
Botschafter Finn bei einer Rede vor der US-Botschaft in Afghanistan (3. Juli 2002).

Robert Patrick John Finn begann nach dem Schulbesuch ein Studium der Fächer Amerikanische Literatur und Geschichte Europas an der St. John’s University in New York City, welches er mit einem Bachelor of Arts (BA American Literature and European History) beendete. Er begann seine berufliche Laufbahn beim Friedenscorps (Peacecorps), eine unabhängige Bundesbehörde für Völkerverständigung, und war für dieses von 1967 bis 1969 in der Türkei tätig. Ein postgraduales Studium der Nahost-Wissenschaften an der Princeton University und der New York University (NYU) schloss er mit einem Master of Arts (MA Near Eastern Studies) ab. Mit einem Stipendium des Fulbright-Programms absolvierte er zwischen 1976 und 1977 sein Promotionsstudium an der Princeton University, das er 1978 als Doctor of Philosophy (Ph.D. Near Eastern Studies) mit der Dissertation The Early Turkish Novel, 1872–1900 abschloss.  Er trat als Foreign Service Officer in den diplomatischen Dienst des Außenministeriums und fand in den folgenden Jahren zahlreiche Verwendungen im Ministerium sowie an Auslandsvertretungen. Er war zwischen 1984 und 1986 stellvertretender Leiter der Außenstelle Lahore der Botschaft in Pakistan sowie während des Zweiten Golfkrieges 1991 stellvertretender Koordinator der Kuwait Task Force und Leiter der Außenstelle Diyarbakır der Botschaft in der Türkei. Nachdem am 19. Februar 1992 Aserbaidschan und die USA diplomatische Beziehungen aufnahmen und am 16. März 1992 die US-Botschaft in Baku eröffnet wurde, war er bis zum Amtsantritt von Botschafter Richard „Dick“ Miles am 11. August 1992 als Geschäftsträger (Chargé d’Affaires) Leiter der Botschaft in Aserbaidschan. Im Anschluss fungierte er von 1992 bis 1995 als Deputy Chief of Mission und damit als Ständiger Vertreter und Stellvertreter des Botschafters in Aserbaidschan. Danach war er zwischen 1995 und 1998 als Deputy Chief of Mission Ständiger Vertreter und Stellvertreter des Botschafters in Kroatien.
Am 22. Oktober 1998 wurde Finn zum Botschafter der Vereinigten Staaten in Tadschikistan ernannt und übergab dort am 11. November 1998 als Nachfolger von R. Grant Smith seine Akkreditierung. Auf diesem Posten verblieb er bis zum 13. Juli 2001 und wurde daraufhin von Franklin Huddle abgelöst. Am 21. März 2002 erfolgte seine Ernennung zum Botschafter in Afghanistan, wo er am 3. April 2002 als Nachfolger von Ryan Crocker sein Beglaubigungsschreiben überreichte. Er hatte dieses Amt bis zum 1. August 2003 inne, woraufhin Zalmay Khalilzad seine dortige Nachfolge antrat.
Nachdem er im August 2005 aus dem diplomatischen Dienst geschieden war, übernahm Robert Finn eine Professur für Turkologie an der Princeton University. Aus seiner Ehe mit Helena Kane Finn ging der Sohn Edward Frederick Finn II hervor. Daneben ist er als Übersetzer tätig und übersetzte Werke von Nazlı Eray und Orhan Pamuk aus dem Türkischen.

## Veröffentlichungen
- The Early Turkish Novel, 1872–1900, Essays, 1984
- Building state and security in Afghanistan, Mitautor Wolfgang F. Danspeckgruber, Princeton 2001

Übersetzungen
- Orpheus, Original: Nazlı Eray: Orphée, Austin 2006
- Silent house, Original: Orhan Pamuk: Sessiz ev, New York City 2012
- The emperor tea garden, Original: Nazlı Eray: İmparator Çay Bahçesi, Syracuse 2013
- The black rose of Halfeti, Original:  Nazlı Eray: Halfeti'nin siyah gülü, Austin 2017